# Sedum pentastamineum
Sedum pentastamineum är en fetbladsväxtart som beskrevs av Robert Theodore Clausen. Sedum pentastamineum ingår i Fetknoppssläktet som ingår i familjen fetbladsväxter. Inga underarter finns listade i Catalogue of Life.